# Vidor Ferike
Vidor Ferike; Wechselmann Franciska, Fanni (Budapest, 1889. június 28. – Budapest, 1970. január 23.) magyar színésznő, érdemes művész.

## Életútja
Wechselmann Ármin bérkocsi-tulajdonos és Lederer Róza leánya. Rákosi Szidi, majd az Országos Színészegyesület színiiskoláját végezte el. 1905-ben Bihari Ákoshoz szerződött Kecskemétre, tőle Nagy Endre kabaréja hívta meg a fővárosba. Ezután Budapesten működött és egyike lett a legjobb humorú, komikai vénában a legnépszerűbb színésznőknek. A következő kabarékban szerepelt: Nagy Endre Kabaréja (1909–1912), Medgyaszay Kabaré (1913–1915), Modern Színpad (1915–1916), Apolló Kabaré (1916–1920), Medgyaszay Színház (1919), Vidám Színpad (1924), Papagáj Kabaré (1925), Rakéta Kabaré (1925), Andrássy úti Színház (1927–1928), Talkie (1929), Omnia (1930), Bethlen téri Színpad (1929–1930), Képeskönyv Kabaré (1931–1932), Komikusok Kabaréja (1931–1932). Különösen cseléd-nótáival szerzett népszerűséget, melyeket második férje, Gábor Andor írt számára.
1914. október 27-én házasságot kötött Braun Jenő gépgyári igazgatóval, azonban 1919-ben elváltak. Második férje Gábor Andor író volt, akinek 1919. június 14-én Budapesten lett a felesége. 1924-ben váltak el.
1937–38-ban a Belvárosi és a Művész Színházban, valamint a Független Színpadon lépett fel. 1940-től 1944-ig a zsidótörvények miatt csak az OMIKE Művészakcióin szerepelhetett. 1945 és 1949 között, majd 1951–52-ben a Nemzeti Színházban játszott. 1949–51-ben tagja volt a Belvárosi Színháznak, majd 1953 és 1959 között a Vidám Színpad foglalkoztatta.

## Fontosabb színházi szerepei
- Garáné (Zilahy Lajos: Úrilány)
- Ficsorné (Kosztolányi Dezső – Lakatos László: Édes Anna)
- Hollunderné (Molnár Ferenc: Liliom)
- Anyó (Móricz Zsigmond: Ludas Matyi)
- Szekfű Borbála (Földes Mihály: Mélyszántás)

## Filmszerepei
- Budai cukrászda (1935) – vendég
- Szent Péter esernyője (1935) – Adameczné, gazdasszony
- Évforduló (1936) – Korongi Gáborné Katona Margit, szobaadó
- Segítség, örököltem! (1937) – hölgy a pályaudvari vendéglőben
- Két fogoly (1937) – pletykáló asszony
- Családi pótlék (1937) – Bognárné, a kölcsönkért csecsemő anyja
- Nehéz apának lenni (1938)
- A tanítónő (1945)
- Aranyóra (1945) – cukorkaárus
- Talpalatnyi föld (1948) – Juhos Marika anyja
- Mágnás Miska (1949)
- Egy pikoló világos (1955)
- Budapesti tavasz (1955)
- Éjfélkor (1957) – színházi személyzet tagja
- Külvárosi legenda (1957)
- Ház a sziklák alatt (1958)
- Micsoda éjszaka (1958)
- Álmatlan évek (1959)
- Kard és kocka (1959)

## Könyv
- Kezitcsókolom; szerzői, Budapest, 1941
- Kedves anyóli! Gábor Andor levelei Vidor Ferikének; vál., sajtó alá rend., jegyz. Petrányi Ilona, előszó Tasi József; Múzsák–PIM, Bp., 1988 (Irodalmi múzeum)

## Díjak, elismerések
- Érdemes művész (1957)

## Emlékezete
Vidor Ferike második férje, Gábor Andor Hét pillangó című kulcsregénye Maszatkáját második feleségéről, Vidor Ferikéről mintázta. 